# Sainte-Julie (Franciaország)
Sainte-Julie egy település Franciaországban, Ain megyében. Lakosainak száma 1092 fő (2022. január 1.). Sainte-Julie Chazey-sur-Ain, Lagnieu és Saint-Vulbas községekkel határos.

## Népesség
A település népessége az elmúlt években az alábbi módon változott:
| Lakosok száma | 316  | 331  | 529  | 787  | 957  | 980  | 1017 | 1082 | 1088 | 1092 |
|               | 1968 | 1982 | 1990 | 2006 | 2013 | 2015 | 2017 | 2019 | 2020 | 2022 |